# Риера, Хулия
Хулия Риера (исп. Julia Riera; род. 29 мая 2002, Пергамино, Буэнос-Айрес) — аргентинская теннисистка. Победительница десяти турниров ITF (7 — в одиночном разряде).
Риера представляет Аргентину на Кубке Билли Джин Кинг, где её рекорд W/L: 14—4.

## Общая информация
Хулия Риера родилась 29 мая 2002 года в Пергамино, в Аргентине.

## Спортивная карьера
В 2023 году Риера дебютировала в WTA Туре на турнире в Марокко в Рабате. В своём первом матче она победила бывшую теннисистку из первой десятки Кристину Младенович. В следующем раунде победила третью сеяную Маяр Шериф и вышла в свой первый четвертьфинал турнира WTA. Затем она победила шестую сеяную Юлию Путинцеву и проиграла только в полуфинале Юлии Грабер в трёх сетах.
В паре с Марией Лурдес Карле Хулия выиграла турнир Montevideo Open в парном разряде, победив в финале Фрею Кристи и Юлиану Лисарасо.
В январе 2024 года Риера прошла квалификацию на турнир в Брисбене, победив Присциллу Хон и Маю Хонтаму. В первом раунде обыграла Викторию Томову в двух сетах, затем победила Екатерину Александрову и вышла в 1/8 финала, где проиграла Линде Носковой в трёх сетах.
Завоевав в 2024 году свой самый крупный трофей в одиночном разряде на турнире W75 в Кьяссо, 22 апреля 2024 года она вошла в топ-100 рейтинга, заняв 94-е место.
В мае 2024 года прошла квалификацию на Открытый чемпионат Франции 2024 года и дебютировала в основной сетке турнира. В первом раунде уступила Ирине-Камелии Бегу. Также приняла участие в основной сетке Уимблдона 2024 года, где в первом матче проиграла Марии Боузковой из Чехии.
В январе 2025 года успешно преодолела сито квалификации на Открытом чемпионате Австралии по теннису. В первом раунде встречалась с пятнадцатой сеянной Беатрис Хаддад Майя из Бразилии, которой в упорном трёхсетовом матче всё-таки уступила.

## Итоговое место в рейтинге WTA по годам
| Год  | Одиночный рейтинг | Парный рейтинг |
| 2024 | 120               | 217            |
| 2023 | 158               | 251            |
| 2022 | 260               | 423            |
| 2021 | 654               | 1024           |
| 2020 | 1201              | 1425           |
| 2019 | 1108              | 1361           |